# إف. مورغان تايلور جونيور
إف. مورغان تايلور جونيور (بالإنجليزية: F. Morgan Taylor, Jr.)‏ هو شخصية أعمال أمريكي، ولد في 13 يوليو 1931، وتوفي في 29 أكتوبر 2010.